# Café Gelo
O Café Gelo é um tradicional café de Lisboa. Situado na Praça do Rossio (ou Praça D. Pedro IV), foi local desde a sua fundação no século XIX de uma grande tradição revolucionária e oposicionista republicana e contra a ditadura do Estado Novo. A partir dos finais da década de 1950, ganhou fama como o local de reunião de um grupo de escritores e pintores, que ficou conhecido como o Grupo do Café Gelo.

## Descrição
O Café Gelo situa-se na Praça do Rossio, em Lisboa.

### Arquitetura
É um edifício com vidros amplos para o exterior, as  paredes são claras, envoltas com lambris em mármore escuro, os candeeiros são em forma quadrangular, cobertos num revestimento branco, conferindo um toque de irreverência ao local, as paredes não deixam de invocar a história que o espaço carrega, com duas entradas, para o Rossio e para a actual rua 1 de Dezembro (antiga Rua do Príncipe como aliás tinha na sua génese) tem nas paredes fotografias do café ao longo do tempo, desde o início do século XX, contemporâneo da conspiração dos carbonários, continuando com imagens de 1961 (quando se reunia o grupo do Gelo) e finalmente uma de 2007, na altura da remodelação que deu origem à sua configuração actual, ao fundo do café tem uma enorme fotografia do regicídio de modo a relembrar que foi daqui que saíram Manuel Buíça e Alfredo Costa, em frente do balcão corrido em inox, fotografias de várias personalidades, passando pelo rei D. Carlos I, Afonso Costa e Mário Cesariny, para citar apenas alguns, na porta de acesso ao Rossio, uma grande placa expõe, sumariamente, a história do café, evocando o regicídio, bem como o movimento de contestação ao regime de Salazar.[carece de fontes?]

## História
O Café Gelo foi inaugurado em meados do século XIX, denominando-se originalmente de Botequim do Gonzaga, e depois de Café Freitas. Ganhou depois o nome de Café Gelo, devido a ser provavelmente o primeiro estabelecimento deste tipo em Lisboa a disponibilizar gelo, ainda durante o reinado de D. Carlos, quando este era levado em blocos desde o interior do país.
Ao longo da sua história, foi muito frequentado por artistas, escritores e pessoas ligadas à política nacional. Aquilino Ribeiro chamou-lhe a sede informal da ala radical da carbonária e da maçonaria e um centro conspirativo por excelência, segundo este escritor o Regicídio de 1908 foi urdido naquelas quatro paredes. Com efeito, em 1 de Fevereiro de 1908 foi o local de partida dos revolucionários republicanos Alfredo Luís da Costa e Manuel Buíça, que depois assassinaram o rei D. Carlos e o filho D. Luís Filipe na Praça do Comércio. Na década de 1950 passou a ser conhecido apenas como Gelo.
Nos anos 1950 e 60 o estabelecimento mudou de configuração, com a abertura de um snack-bar no seu interior. Na década de 1990, foi removido o letreiro de néon onde figurava o seu nome, tendo começado a funcionar como um restaurante de hamburgers. Em 2003 o estabelecimento foi recuperado, tendo retomado o nome de Café Gelo, e passado a funcionar como pastelaria e restaurante. Neste faz-se o lançamento de livros e de movimentos culturais ganhado assim Lisboa mais um café activo culturalmente dentro da sua Baixa. José Ramos Perfeito diz: "O Café Gelo, ao Rossio, tinha umas mesas redondas, onde eram discutidas as políticas, as ideias, criticava-se e até se insultava. Tudo era falado no Café Gelo. O Café Gelo era, para o poder, o antro dos republicanos e da Carbonária."

## Grupo do Café Gelo
Entre 1957 e 1962, o Café foi o ponto de encontro de um grupo de escritores e outros artistas, que no seu auge atingiu quase trinta membros. Foi criado no âmbito do ambiente de repressão social e cultural que então se vivia, por parte do regime ditatorial do Estado Novo. Deste grupo fizeram parte alguns grandes nomes da cultura nacional, como António José Forte, Manuel de Lima, Natália Correia, António Gancho, Manuel de Castro, Pedro Oom, Mário Cesariny e Luiz Pacheco. Em 1956 juntou-se ao grupo o pintor João Vieira, que então tinha um atelier no piso superior do edifício do café. As reuniões do grupo terminaram em 1962, devido a um incidente no qual alegadamente participaram, em 1 de Maio. Nesse dia, ocorreu uma manifestação que foi violentamente reprimida pela polícia de choque, e os integrantes do grupo terão atirado com os açucareiros de metal contra os agentes, pelo que estes entraram no café e atacaram as pessoas no seu interior. Segundo Luiz Pacheco, «No dia seguinte, o Cerqueira, gerente do café, foi chamado à esquadra do Nacional e ficámos proibidos de frequentar o Gelo». Assim, os membros do grupo começaram a reunir-se no Café Palladium, na Avenida da Liberdade, enquanto que o Café Gelo foi autorizado a continuar a funcionar.
O chamado grupo do Café Gelo teve uma grande influência na arte portuguesa, devido em parte à sua reputação e misticismo como um refúgio da repressão do Estado Novo. O escritor Hélder Macedo, que fez parte do grupo, publicou em 2017 o ensaio Camões e Outros Contemporâneos sobre a literatura portuguesa, incluindo as reuniões no Café Gelo. Entrevistado pelo jornal Público em Março desse ano, onde comentou que viu surgir «nas gerações mais novas um certo interesse por esse grupo do Gelo, em parte por causa da mitificação do Herberto Helder», tendo explicado que «esse núcleo inicial de aspirantes a pintores e poetas não era surrealista, o que tinha em comum era uma atitude de dissidência, de não pactuar, quer em termos políticos, quer sociais, morais ou sexuais. Quando aparece lá o Cesariny, recebemo-lo muito bem: é nessa altura que ele publica os seus grandes livros, e nós admirávamos a sua poesia. Desse primeiro grupo, uma parte considerável saiu do país, uns por muito tempo, outros por menos, e quando regressaram já não eram bem do Gelo, eram mais reclusos, mais marginais. Os que ficaram cá é que se tornaram surrealistas de escola. Eu diria, talvez com arrogância, que a continuação mais interessante do Café Gelo aconteceu lá fora».